# ネグローニ
ネグローニ(Negroni)は、ジン、ベルモット、カンパリを合わせたカクテル。
元々は、フィレンツェの老舗リストランテ「カソーニ」の常連客、カミーロ・ネグローニ伯爵がアペリティフとして愛飲していたカクテル。同店のバーテンダーであるフォスコ・スカルセリが、許可を得て1962年に発表した際、同時に美食家として高名であった伯爵の名を冠する事を許された。

## レシピ
一般的には、ドライ・ジン二分の一、カンパリ四分の一、スウィート・ベルモット四分の一を氷を入れたオールド・ファッションド・グラスに注ぎステアして出来上がり。発祥の地と言われているイタリアのフィレンツェのレストランでは、同じ材料を等分量でシェイクしていたらしい。嗜好がドライ寄りになった頃、ジンの割合が増えたものと思われる。

## バリエーション
ドライ・ネグローニ
「ドライ・ネグローニ」と呼ばれるものは、ドライ・マティーニに少量、色付け程度にカンパリを入れて、本来の夕焼け程度の赤褐色を赤にしたもの。なお、ドライ・マティーニは、ジン3〜4に対してベルモット1よりも、ジンが多いマティーニのこと。
ネグローニ・ズバリアート （Negroni sbagliato）
ジンをスプマンテ等のスパークリングワインで置き換えたもの。1972年にミラノのバール・バッソのバーテンダー、ミルコ・ストッケット（イタリア語: Mirko Stocchetto）が間違ってジンの代わりにスパークリングワインを入れてしまったことから始まる。ズバリアートとは、イタリア語で「間違える」という意味の動詞　sbagliare　の過去分詞。
ブールヴァルディエ（Boulevardier）
ドライ・ジンをライ・ウイスキーまたはバーボンウイスキーに替えたもの。1927年にパリで創刊された月刊誌『Boulevardier』のアメリカ人記者であったErskine Gwynneが創作したと言われる。
カーディナル（Cardinal）
スイート・ベルモットをドライ・ベルモットに替えたもの。赤ワインベースの同名のカクテルとは別物。

## 備考
ジン1/2、カンパリ1/4、ベルモット1/4の割合で作った場合はジンベースのカクテルとなる。同じ材料を等量で作った場合はベースを判定するのは困難だが、材料のうちで唯一の蒸留酒がジンなので、ジンベースとすることが多い。